# Alopecosa camerunensis
Alopecosa camerunensis là một loài nhện trong họ Lycosidae.
Loài này thuộc chi Alopecosa. Alopecosa camerunensis được Carl Friedrich Roewer miêu tả năm 1960.